# Ondaland
Ondaland è un parco acquatico inaugurato nel 2005 ed è situato a Vicolungo (NO). È il parco acquatico più grande d'Italia, e si estende per circa 220.000 m2
Il parco è suddiviso in tre aree tematiche, l'area chiamata Water Adventure, Kids Area e Sport & Wellness. L'area Water Adventure con 15 attrazioni è dedicata agli scivoli e ai Kamikaze aperti o chiusi.
Il 28 novembre 2011 è stato premiato come miglior parco divertimenti dell'anno (nella sezione parchi acquatici) durante la cerimonia di consegna dei "Golden Pony Awards", un noto premio internazionale creato nel 2002 per dare un riconoscimento ai migliori parchi di divertimento a tema.

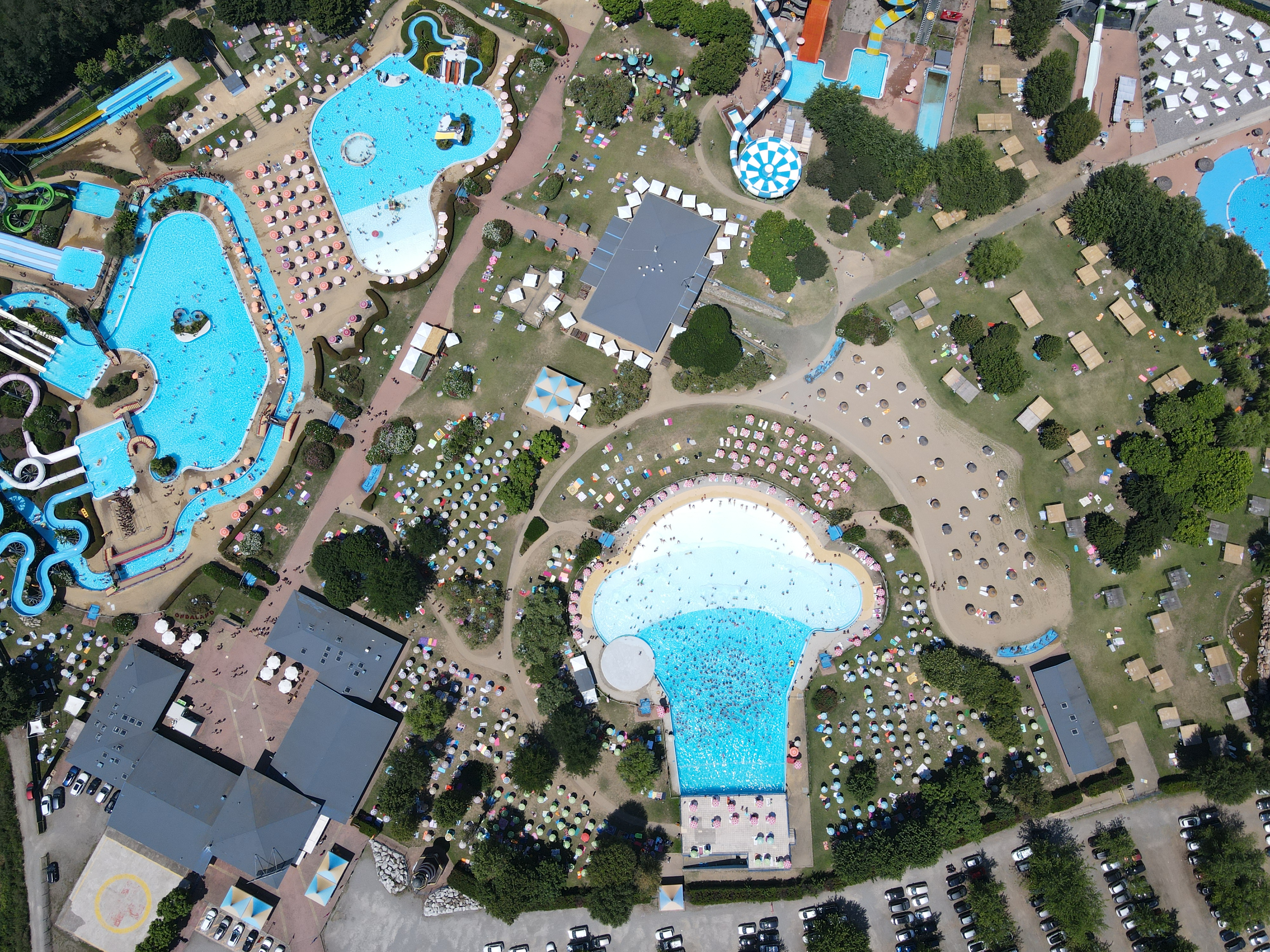

Nel 2023 il parco acquatico ha cambiato proprietà ed è stato aggiornato con una serie di importanti novità come "l'Isola che non c'è", ossia una nuova area dedicata ai più piccoli dove viene inscenato lo spettacolo di Peter Pan.